# Adobe InDesign
Adobe InDesign é um software da Adobe Systems desenvolvido para diagramação e organização de páginas, criado para substituir o Adobe PageMaker, apresentando uma variedade de aprimoramentos, resultando em mais produtividade.
O programa cria documentos em formato próprio, editável, que posteriormente pode ser exportado para EPS ou outros formatos específicos de impressão.
O InDesign permite criar, diagramar, visualizar e editar materiais como: revistas, jornais, anúncios, embalagens etc.
Embora o InDesign possibilite gerar e distribuir os documentos em sua forma digital, o documento final normalmente é utilizado para a geração de matrizes para a posterior impressão. Esta fase em que o InDesign é utilizado para a criação dessas matrizes é conhecido como pre-press ou pré-impressão.